# 106a brigada de l'HVO
La 106a Brigada de l'HVO (en croat: 106. brigada HVO) fou una unitat que formà part al Consell de Defensa Croat. La seu de la brigada se situà a la ciutat de Orašje, Bòsnia i Hercegovina. La 106a Brigada de l'HVO i 4a Brigada de la Guàrdia Nacional "Fills de Posavina". Va ser creat el 15 de maig de l'any 1992. La brigada tenia 5,500 membres, mentre que 270 membres van morir i 1.000 van resultar ferits. La resta del Consell de Defensa Croat (HVO) de la Comunitat Croata de Bosanska Posavina a Orašje va reorganitzar la zona operativa de Bosanska Posavina. La 106a brigada de l'HVO, no només hi havia croats, també bosníacs que es poden veure a l'escut de la insígnia. Croats i bosníacs van lluitar junts contra l'Exèrcit de la República Srpska.